# Jaroslav Pavlíček
Jaroslav Pavlíček (* 19. srpna 1943 Mladá Boleslav) je český polárník, cestovatel a spisovatel. Zaměřuje se na praktické aspekty přežití člověka v divočině a harmonické soužití člověka s přírodou.

## Život
V 60. letech dvacátého století, během oteplení pražského jara, studoval na Filozofické fakultě Univerzity Karlovy v Praze obor koreanistika. Po invazi vojsk Varšavské smlouvy do Československa v srpnu 1968 z fakulty odešel do Vysokých Tater, kde pracoval dalších deset let jako nosič na Téryho chatě s nákladem 65 kilogramů na zádech při každém výstupu. Tady získal fyzickou zdatnost pro své další záměry.
V roce 1980 byl členem polské expedice na Mount Everest, která dosáhla vrcholu jako vůbec první výprava v zimě. Následně se svým kolegou dvakrát přešel Aljašku, pokaždé za 20 dnů. Posléze přešel s polárníky Vladimírem Weignerem a Miroslavem Jakešem Grónsko. Cesta trvala 41 dní neočekávaně těžkého pochodu a další dva dny plavby na moři. Pavlíček má zásadu používat osvědčenou výbavu, která by neměla být příliš sofistikovaná. Jednoduché je podle něj spolehlivější než moderní a složité. Na svých výpravách s sebou nenosí žádnou navigaci GPS či spojení s civilizovaným světem pomocí vysílačky. Vždy je odkázán jen sám na sebe a na své spolucestovatele s heslem: „Kdo chce jít, jde!“ Pavlíčkovy čtyřdenní kurzy přežití moře–řeka–ledovec zahrnovaly cestu na ledovec Dachstein, poté k moři do Terstu (později na vodní nádrž Lipno) a sjíždění a brodění divokou horskou řekou.

## Základna Eco-Nelson na ostrově Nelson Island v Antarktidě

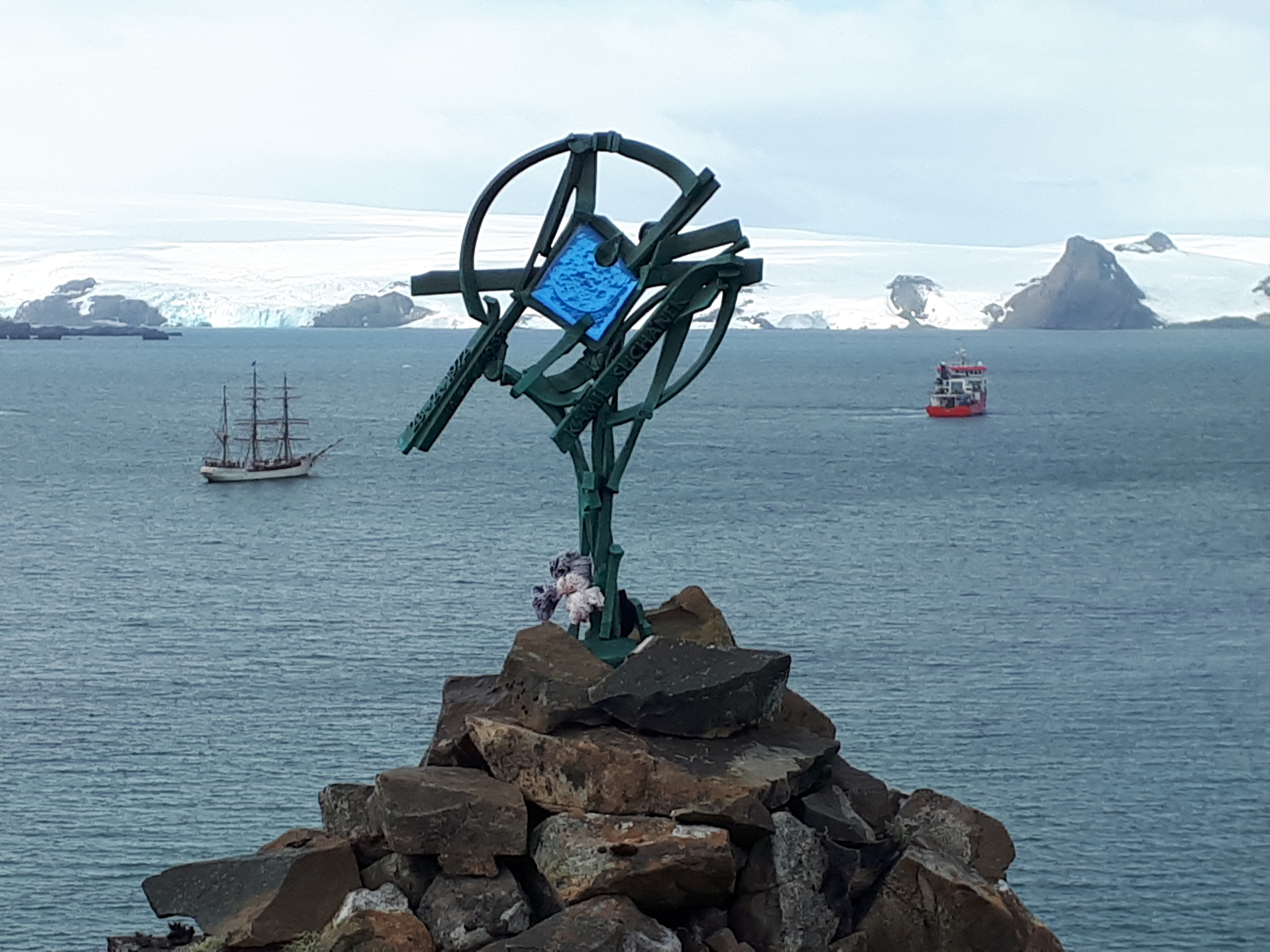
Pomníček na památku Kamila Suchánka, který zahynul během svého pobytu na základně Eco-Nelson

V roce 1987 se poprvé vydal do Antarktidy hledat místo pro českou základnu na polské školní lodi Antoni Garnuszewski společně s Janem Pávkem. Zajímalo ho pásmo kolem polárního kruhu a po složitém čtyřměsíčním hledání zvolil za místo pro stanici odledněnou oázu na Nelsonově ostrově v souostroví Jižní Shetlandy. Nalézá se v subantarktickém pásmu, lokalita je chráněná před mořem i větrem, dobře přístupná, vzdálená tři sta metrů od oblázkové pláže pokojné zátoky Frantz Bay.
Jaroslav Pavlíček se bránil označit tuto základnu za pouze českou, hovořil často o stanici mezinárodní či nadnárodní, nicméně smluvní strany Antarktické smlouvy ji vždy považovaly za českou. Název Eco-Nelson korespondoval s prosazovaným přírodě neškodícím životním stylem (zakladatel uvažoval i o jiných jménech např. o pojmenování po Karlu Krylovi). Na stanici byl uskutečňován „program zelené domácnosti“, impaktní program zahrnující sběr naplavenin z moře v rámci globálního výzkumu a program přežití.
Zvykové právo užívání, jakož i všechen hmotný majetek tvořící podstatu stanice, Jaroslav Pavlíček v roce 2017 věnoval Českému antarktickému nadačnímu fondu, který základnu od roku 2018 na 99 let pronajal Masarykově univerzitě (resp. na ní sídlícímu Českému antarktickému vědeckému programu), která začala zabezpečovat provoz a vědeckou náplň.

## Antarktická smlouva
Antarktická smlouva byla podepsána v roce 1959, Československo k ní přistoupilo roku 1960. V prosinci roku 1990 se Jaroslav Pavlíček zúčastnil schůzky signatářů Antarktické smlouvy v chilském Viña del Mar.